# Schizopera spinulosa
Schizopera spinulosa är en kräftdjursart som beskrevs av Sars 1909. Schizopera spinulosa ingår i släktet Schizopera och familjen Diosaccidae. Inga underarter finns listade i Catalogue of Life.